# Kobrînove, Talne
Kobrînove (în ucraineană Кобринове) este localitatea de reședință a comunei Kobrînove din raionul Talne, regiunea Cerkasî, Ucraina.

## Demografie
Componența lingvistică a localității Kobrînove
     Ucraineană (98,19%)
     Rusă (1,53%)
Conform recensământului din 2001, majoritatea populației localității Kobrînove era vorbitoare de ucraineană (98,19%), existând în minoritate și vorbitori de rusă (1,53%).